# Harald Rue
Niels Harald Edvard Rue (8. juni 1895 i København – 11. marts 1957 sammesteds) var en dansk litteraturhistoriker. Rue anses som pioneren indefor den marxistiske litteratur- og kunstkritik i Danmark.
Han var søn af arkitekt Rasmus Rue.
Han er begravet på Søndermark Kirkegård.